# Kambja
Kambja (deutsch: Kamby) ist eine Landgemeinde im estnischen Kreis Tartu mit einer Fläche von 189,2 km². Sie hatte am 1. Januar 2025 14.552 Einwohner. Kambja liegt 18 km von Tartu entfernt.
Neben dem Hauptort Kambja (743 Einwohner) gehören zur Landgemeinde die Dörfer Aakaru, Ivaste, Kaatsi, Kammeri, Kavandu, Kodijärve, Kullaga, Kõrkküla, Lalli, Madise, Mäeküla, Oomiste, Paali, Palumäe, Pangodi, Pulli, Pühi, Raanitsa, Rebase, Reolasoo, Riiviku, Sipe, Sirvaku, Sulu, Suure-Kambja, Talvikese, Tatra, Vana-Kuuste, Virulase und Visnapuu, sowie nach Fusion mit der Landgemeinde Ülenurme 2017 die Orte Külitse, Laane, Lätiküla, Lemmatsi, Lepiku, Õssu, Räni, Reola, Soinaste, Soosilla, Täsvere, Tõrvandi, Uhti und Ülenurme.
Kambja wurde erstmals 1430 erwähnt. Der Ort wurde nach dem damaligen Besitzer des Gutshauses, der Familie Camby, benannt. Seit 1686 war eine der ältesten estnischen Bauernschulen in Kambja tätig, die der Volkspädagoge Andreas Virginius (1640–1701) dort gegründet hatte.